# Static & Ben El Tavori
Static & Ben El Tavori (em hebraico: סטטיק ובן אל תבורי) é uma dupla musical israelense criada em 2015, composta por Liraz Russo (Static) e Ben El Tavori nos vocais. O duo também conta com Yarden Peleg (Jordi) na produção. Em 2016 e 2017, a dupla foi nomeada como "Melhor Artista Israelense" para o MTV Europe Music Awards. Ambos fazem parte do júri do programa HaKokhav HaBa, a pré-seleção nacional de Israel para o Festival Eurovisão da Canção.

## Biografia

### Static
Liraz Russo (em hebraico:  לירז רוסו; nascido em 8 de dezembro de 1990), mais conhecido como Static, foi adotado por um casal de classe alta, Moshe e Nitza Russo, com quatro meses de idade, e cresceu em Haifa. Ele não sabe qual o seu país de nascimento, embora tenha mencionado que é possível que tenha nascido no Brasil. Aprendeu a tocar piano aos três anos de idade, e posteriormente, aprendeu a tocar violão. Aos 15 anos, se apresentava em festivais municipais com uma banda de jovens de Haifa. Fez seu serviço militar obrigatório como oficial da Força Aérea de Israel, mas recebeu a dispensa cedo, e não o concluiu por razões de saúde. Depois da dispensa, começou a trabalhar com o produtor musical Omri Segal, que lhe abriu as portas na indústria da música. Adotou o nome artístico "Static", um apelido que havia sido dado a ele por um amigo de infância. Em 2015, lançou a música Ba La Lirkod, que entrou na playlist Galgalatz, e se tornou uma das músicas israelenses de maior sucesso do ano.

### Ben El Tavori
Ben El Tavori (em hebraico:  בן-אל תבורי; nascido em 22 de dezembro de 1991) é filho do cantor israelense Shimi Tavori e da modelo Aviva Azulai. Quando criança, seus pais se divorciaram. Em 2005, aos 14 anos, cantou publicamente com seu pai pela primeira vez. Em 2007, aos 16 anos, fez o teste para a sétima temporada do reality show musical Kokhav Nolad, assim como o seu irmão Daniel, mas apenas o irmão foi aceito. Prestou o serviço militar obrigatório na Força Aérea Israelense, e em 2011, lançou seu álbum de estreia.

## História
O primeiro trabalho da dupla surgiu em 2015, em uma participação na música #Dubigal, do rapper israelense Ron Nesher. No fim do mesmo ano, é lançado o primeiro single da dupla, Barbie.
Já em fevereiro de 2016 é lançada Kvish Hachof, música que fala sobre a viagem entre as cidades onde ambos vivem: Haifa, lar de Static, e Tel Aviv, de Ben El-Tavori.
A terceira música do duo, Silsulim, foi divulgada em junho de 2016, e venceu como "Melhor Música do Ano" no prêmio anual de música hebraica da Reshet, uma emissora de TV. Em setembro do mesmo ano é lançado seu quarto single, intitulado Stam.
Durante a quarta temporada do concurso de música HaKokhav HaBa, a dupla passou a fazer parte júri, juntamente com outros famosos cantores israelenses, como Keren Peles e Harel Skaat. O concurso serve como uma pré-seleção nacional para o Festival Eurovisão da Canção.
Em 2017, a dupla ganha o prêmio ACUM na categoria "Melhor sucesso do ano", e em junho, lançaram o single Tudo Bom, que continha frases em língua portuguesa. Tudo Bom se tornou seu maior sucesso, sendo a música israelense mais vista na história do Youtube, além de levar o duo para o ranking semanal de músicas mais tocadas no Brasil.

## Discografia

### Singles
- #DubiGal, 2015[4]
- Barbie, 2015[4]
- Kvish Hachof, 2016[4]
- Silsulim, 2016[4]
- Stam, 2016[4]
- Zahav, 2017[4]
- Tudo Bom, 2017[5]
- Hakol Letova, 2018[4]
- Namaste, 2018[4]
- Tudo Bom feat. J Balvin, 2019[6]